# Ali Ezzine
Ali Ezzine (Mequinez, Marruecos, 3 de septiembre de 1978) es un atleta marroquí, especialista en la prueba de 3000 m obstáculos, en la que ha logrado ser subcampeón mundial en 2001.

## Carrera deportiva
En el Mundial de Edmonton 2001 ganó la medalla de plata en los 3000 m obstáculos, con un tiempo de 8:16.21 segundos, llegando a la meta tras el keniano Reuben Kosgei y por delante de otro keniano Bernard Barmasai.
También ha ganado dos medallas de bronce en la misma prueba, en las Olimpiadas de Sídney 2000 y el mundial de Sevilla 1999.